# Cerro El Alcance
El Cerro El Alcance (10°06′54″N 64°02′52″O / 10.1151, -64.0478) es una formación de montaña ubicada en una exclusiva región natural al sureste de Cumanacoa, Sucre, Venezuela. A una altitud promedio de 2.260 m s. n. m. el Cerro Peonía es una de las montañas más altas en Portuguesa.

## Ubicación
El Cerro El Alcance está ubicado en el corazón de la Zona Protectora Macizo Montañoso del Turimiquire en la Región natural Cordillera Oriental, parte del sistema montañoso nororiental de la cordillera de la Costa venezolana. El acceso se obtiene por una extensa travesía por cualquiera de varios caseríos que rodean la montaña al oeste de la carretera panamericana, al sur de Cumanacoa. Otro acceso menos populado es viajar al este a partir del embalse de Turimiquire.